# Pater familias

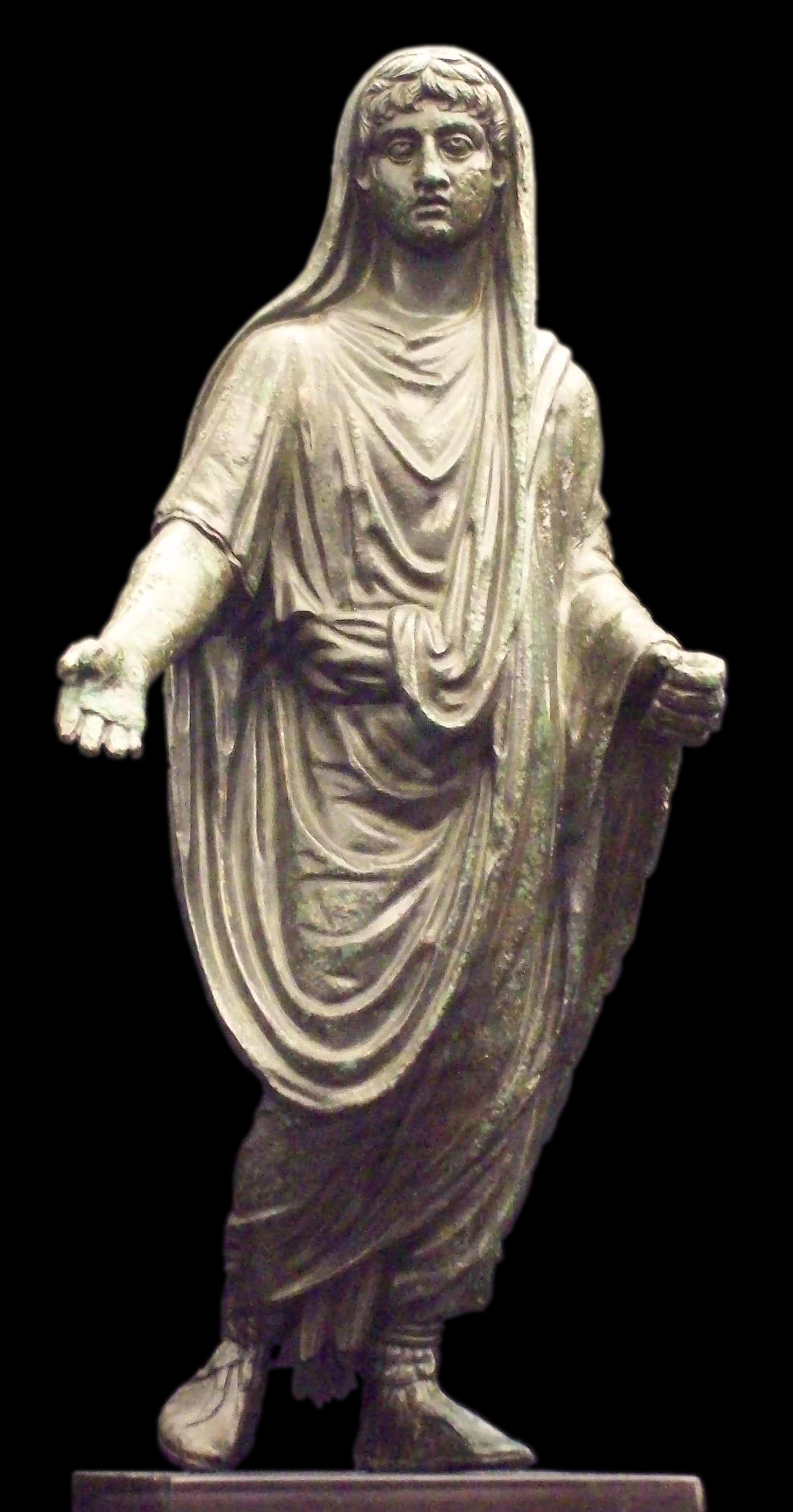
Genio romano del Ponte Puñide, representado como un pater familias. Museo Arqueológico Nacional de España.

Pater familias es una locución latina (traducida literalmente 'paterfamilias') que significa «el padre de la casa». La forma es irregular y arcaica en latín, preservando la antigua desinencia genitiva de -as.
El pater familias era el ciudadano independiente, el que ejercía la autoridad y todos los mandos de la casa; nunca podía ser una mujer, siempre era un hombre. Bajo su control estaban todos los bienes y personas —esposa, hijos y esclavos— que pertenecían a la familia (res familiaris), y era la persona física que tenía atribuida la plena capacidad jurídica para obrar según su voluntad y ejercer la patria potestas, la manus, la dominica potestas y el mancipium, respectivamente, sobre el resto de las personas alieni  iuris que estaban sujetas a la voluntad, sobre la mujer casada, sobre los esclavos y sobre otros hombres. 
El concepto anudado a la capacidad jurídica (caput) consistía en la posesión de los tres estados (status) de libertad, de ciudad libre, ciudadano y cada persona física que gozaba de los tres estados civiles, con plena capacidad jurídica y de obrar, libre, ciudadano y jefe de familia.

## Los poderes delpater familias
El poder del pater familias se llamaba patria potestas —patria potestad, en español—. La potestas (potestad o poder) es distinta de la auctoritas, que también es tenida por el pater. Según la Ley de las XII Tablas, el pater familias tenía vitae necisque potestas (poder de vida o muerte) sobre sus hijos, su esposa y sus esclavos, de todos los cuales se decía que estaban sub manu —bajo su mano—.
Para que un esclavo se convirtiera en un ciudadano libre, tenía que quedar «fuera de la mano» del pater familias; de ahí los términos manumissio y emancipatio. Por ley, en cualquier circunstancia, su palabra era absoluta y final. Si un hijo no era querido, el pater familias tenía el poder o potestad, bajo la ley de la República Romana, para ordenar la muerte del niño por exposición.
También tenía el poder para vender a sus hijos como esclavos (la ley romana preveía, sin embargo, que si un hijo era vendido como un esclavo tres veces, dejaba de estar sujeto a la patria potestas) y el poder de aprobar o rechazar matrimonios de sus hijos e hijas. Sin embargo, un edicto del emperador romano Augusto «preveía» que el pater familias no pudiera negar ese permiso levemente.
Solo un ciudadano romano disfrutaba del status de pater familias y solo podía haber un hombre ejerciendo el oficio dentro de un hogar. Los hijos varones adultos seguían estando bajo la autoridad de su padre mientras este viviera, y no podían adquirir los derechos de un pater familias al menos, en teoría legal, toda su propiedad era adquirida a cuenta de su padre, y él, no ellos, tenía la autoridad última para disponer de ella. Quienes vivían en su propia casa a la muerte de su padre adquirían el status de pater familias sobre sus respectivas casas.
Con el tiempo, la autoridad absoluta del pater familias tendió a debilitarse, y derechos que teóricamente existían no se aplicaban ni se insistía en ellos.

## Efectos patrimoniales de lapatria potestas
Desde un punto de vista estrictamente jurídico, a todos los que estaban sujetos a la patria potestad (patria potestas) se los veía como una extensión del largo brazo paterno (longa manus). En efecto, era el principio indiscutido del Derecho romano respecto a que todo lo que fuera comprado, como niños o esclavos, cayera en la esfera jurídica del pater familias. Y seguía vigente en la época del jurista romano Gayo, según el cual:
| G.2.87 «..quod liberi nostri quos in potestate habemus mancipio accipiunt vel ex traditione nanciscuntur...vel ex alia qualibet causa adquiruntur;, id nobis adquiritur; ipse enim, qui in potestate nostra habemus, nihil suum habere potest» | Todo aquello que los hijos que tenemos bajo nuestra potestad adquieren por medio de mancipatio o traditio, o por cualquier otra causa, es adquirido por nosotros; en verdad, quien está bajo nuestra potestad no puede tener nada suyo. |

La palabra familia deriva del latín familia, literalmente el conjunto de los famuli (fámulos o siervos), aquellos que tienen una relación de dependencia del jefe de familia, el paterfamilias. En la Antigüedad, en el concepto latino se yuxtaponían la familia iure proprio y la familia domestica. La primera no tenía relación con el parentesco, se encontraba vinculada con relaciones de tipo político-económico y religioso; la segunda se fundaba en la consanguinidad. El paterfamilias era el jefe absoluto de ambos que disponía, como cosas de su propiedad, no solo de los bienes y de los esclavos, sino también de la madre y del hijo.
Más tarde, la familia perdió importancia como entidad política y se convirtió en patriarcal, acogiendo más generaciones de consanguíneos bajo el mismo techo. El poder del 'paterfamilias' sobre su familia era limitado por la ley, y por familia se entendía ahora el conjunto de los esclavos que pertenecían al mismo propietario.[cita requerida]

## Extinción de la patria potestad
En principio, la patria potestad tenía carácter de perpetuo, y por ello la mayoría de edad del hijo no le ponía fin. Aun así, hubo acontecimientos fortuitos que hacían imposible su ejercicio, tales como la muerte del pater, causa natural de extinción; la capitis deminutio maxima, que lo convertía en esclavo, y la «media», que le hacía perder la ciudadanía, porque la patria potestad solo era ejercitable por los ciudadanos romanos.[cita requerida]
A estas causas de extinción se le agregan otras de origen antiguo, como la elevación del hijo varón a sacerdote de Júpiter y a la mujer a virgen vestal, y en el derecho justiniano el desempeño de funciones públicas de importancia, como si el hijo fuera designado miembro del consejo imperial, cónsul, prefecto pretorio, etcétera. También la patria potestad del pater se extinguía si aceptaba ingresar al hijo de otra familia por adopción o a las hijas por la convenio in manu.[cita requerida]

### Emancipación
La emancipación (emancipatio) entrañaba un acto de liberación de la patria potestas realizado por la voluntad del pater. Por interpretación pontifical de la norma de las XII Tablas, si el pater quería eximir de la potestad al hijo varón, lo vendía ficticiamente tres veces, con los ritos de la mancipatio, a la persona de su confianza (coemptionator) con el compromiso de manumitirlo (véase manumisión). La tercera manumisión llevaba consigo la ruptura de la potestad, pero el tercero adquiría, como consecuencia, el derecho de patronato, de tutela y de sucesión sobre el filius. Para evitar tales efectos, el coemptionator se obligaba por un pactum de fiducia a remanciparlo al pater para que este fuera el que lo manumitiera. Ello le daba al padre los derechos de patronato, tutela y sucesión sobre el hijo emancipado. Para las hijas y nietos era suficiente una sola venta.[cita requerida]
Para simplificar este procedimiento, el emperador Anastasio creó la llamada emancipatio Anastasiana. Poco tiempo después, Justiniano I autorizó la realización de la emancipación por declaración hecha ante un magistrado. El efecto inmediato de la emancipación era convertir al filius familias en sui iuris, es decir, en persona libre de potestad. Le producía una capitis deminutio minima, convirtiéndolo en jefe de una nueva familia. El emancipado adquiría plena capacidad jurídica, por lo cual podía ser titular de un patrimonio propio. La emancipación tenía carácter de irrevocable, y solo podía quedar sin efecto cuando el hijo fuera culpable de ofensa, injurias o malos tratos inferidos a su padre.[cita requerida]